# Systembolaget
Systembolaget (со швед. — «Системная компания»; шведский: [sʏˈstêːmbʊˌlɑːɡɛt] (слушать)о файле), в разговорной речи также известная как Systemet («Система») или Bolaget («Компания») — шведская государственная компания и алкогольный монополист, владеющая сетью винных магазинов в стране. Это единственная сеть розничных магазинов в Швеции, которая имеет право продавать алкогольные напитки крепостью более 3,5 %.
Systembolaget выступает в качестве платформы для частных компаний, продающих алкоголь на шведском рынке, включая всех от небольших местных пивоварен до крупных импортёров и транснациональных компаний, продающих продукцию в общей сложности более 5000 производителей со всего мира. Магазины Systembolaget также продают безалкогольные напитки, хотя этот сегмент продукции составляет менее половины процента от общего объёма продаж напитков компании. Минимальный возраст для покупки алкоголя в Systembolaget составляет 20 лет. В шведских ресторанах и барах возраст для покупки алкогольных напитков по закону составляет 18 лет, хотя бары и клубы при желании могут добровольно устанавливать возрастное ограничение выше 18 лет. Systembolaget не имеет права рекламировать свою продукцию для увеличения продаж. Однако с 2005 года производителям алкоголя разрешено рекламировать свою продукцию в Швеции (только продукцию, содержащую менее 15 % алкоголя, и не на радио и телевидении).
Магазины Systembolaget должны закрываться не позднее 20:00 по будням и 15:00 по субботам. По воскресеньям, в праздничные дни, а также в рождественский сочельник и канун праздника летнего солнцестояния все магазины Systembolaget закрыты.

## История
В 1830 году в Стокгольме было основано первое общество трезвости, а в 1837 году было основано Шведское общество трезвости и народного просвещения, ставшее первой в стране полноценной организацией подобного рода. Оно сразу же получило поддержку короля и быстро выросло до 10 000 членов с местными отделениями по всей стране. Церковь Швеции также активно пропагандировала трезвость. Эти группы резко критиковали частную выгоду от продажи алкоголя; это мнение поддерживали врачи и члены церкви Швеции.
С 1850 года Швеция начала заниматься регулированием продажи алкоголя в некоторых регионах, а в 1922 году был проведён референдум о введении сухого закона, который был отклонён незначительным большинством голосов (51 % проголосовали против). В 1955 году была введена система Systembolaget.
В 1995 году Швеция вступила в Европейский союз. Она сохранила монополию на продажу алкоголя, но пообещала создать равные условия для поставщиков.